# Distretto di Asante Akim Nord
Il distretto di Asante Akim Nord (ufficialmente Asante Akim North District, in inglese) è un distretto della regione di Ashanti del Ghana.